# Uglješa Šajtinac
Uglješa Šajtinac (srbsko Угљеша Шајтинац), srbski pisatelj in dramatik,  * 1. oktober 1971, Zrenjanin.
Je dobitnik nagrade Evropske unije za književnost 2014.

## Življenje
Šajtinac prihaja iz umetniške družine (mama je igralka, oče je pesnik). Študiral je dramaturgijo na Fakulteti za dramske umetnosti beograjske umetniške univerze in diplomiral leta 1999. Kot dramaturg je delal v Srbskem narodnem gledališču v Novem Sadu od leta 2003 do 2005, nato je postal profesor dramaturgije na Akademiji za umetnost Univerza v Novem Sadu.
Avtor je v enem pogledu že napisal zgodovino gledališča: je prvi srbski dramatik, katerega delo je bilo premierno predstavljeno v Angliji. Angleška različica gledališke igre Huddersfield je bila premierno predstavljena leta 2004 v Leedsu, srbska premiera pa leta 2005 v Jugoslovanskem dramskem gledališču v Beogradu. Leta 2019 je Mednarodna mladinska knjižnica v Münchnu na seznam priporočene otroške in mladinske literature dodala knjigo Banda neželenih hišnih ljubljenčkov. Dobitnik več srbskih literarnih in gledališke nagrade živi v rodnem mestu.

## Izbrana dela
Romani
- Čuda prirode (Čudeži narave, 1993)
- Nada stanuje na kraju grada (Upanje prebiva na koncu mesta, 2002)
- Sasvim skromni darovi (Skromni darovi, 2011), prevod Dušanka Zabukovec, Sodobnost International, Ljubljana 2016 (COBISS)

Knjige za otroke in mladinske
- Banda neželjenih ljubimaca (Banda neželenih hišnih ljubljenčkov, 2017)
- Biće jednom (Enkrat bo, 2020)

Knjige zgodb
- Žena iz Huareza (Ženska iz Huareza, 2017)

Drame
- Rekviziter (praizvedba 1999)
- Govorite li australijski? (Ali govorite avstralsko?, praizvedba 2002)
- Huddersfield (praizvedba 2004)

## Srbske nagrade
- Sterijina nagrada 2005
- Nagrada Biljana Jovanović 2007
- Nagrada Ivo Andrić 2014
- Nagrada Isidora Sekulić 2017